# Török–portugál háború (1538–57)
A török–portugál háború (1538–1557) a Portugál Királyság és az Oszmán Birodalom második nagy háborúja a Vörös-tengerért és partvidékéért, Indiáért, valamint az Indiai-óceánért folyt. A majd két évtizedig tartó háborúban a portugálok vereséget szenvedtek, de a törökök sem tudták a meghódított területeket kellőképpen megtartani. Az ellenségeskedés legfontosabb szakasza 1541-1543-ban történt a kelet-afrikai Adalban.

## Előzmények
Portugália az Indiai-óceánon olykor az arabok rovására végrehajtott terjeszkedésével szembekerült a hódító oszmán-törökökkel, akik szintén az arabokat szorították ki a térségből, megkaparintva a gazdag kereskedelmet. Portugália a Spanyolországgal kötött tordesillasi (1494), majd zaragozai szerződés (1529) értelmében keleten Afrikában és az Indiai-óceánon folytatta expanzióját, gazdag fűszertermő területeket szerezve. Rengeteg fekete rabszolgát szállítottak Amerikába, ahol ültetvényeiken dolgoztatták őket. Az 1509-es diui ütközet után Portugália és az Oszmán Birodalom külön-külön foglalt el újabb területeket, és sokáig nem is háborgatták egymást. A törököket ekkor leginkább a perzsa, itáliai és spanyol háborúk kötötték le, végül szembe kerültek a Habsburg Birodalommal is. Az első portugál-török háborút követően ritkán fordultak elő összecsapások a tengereken, s azok is török kalózok portugál kereskedő- és hadihajók ellen intézett alkalmi támadásai voltak.
Portugália már a XV. század végén Kelet-Afrikában terjeszkedett. Az Arab-félszigettel szembeni afrikai partra a 10. században sok arab települt ki, ahol nagy városállamokat hoztak létre. A portugál hatalom ezeket még Diu előtt sorra leigázta, köztük volt Zanzibár (1503), Sofala (1505), Kilwa (1506) és Moçambique (1507). Előttük már megszerezte Ádent és a Perzsa-öbölben Maszkatot (1507), s 1522-re a Vörös-tenger menti arab területek már mind a kezükbe kerültek. A törökök is jelentős hódításokat vittek végbe azzal, hogy elfoglalták Egyiptomot és Közel-Keletet (1517), mely győzelemmel a török szultán az egész iszlám világ vezető hatalma lett. A török-portugál összecsapás jóval 1522 után vette kezdetét, mikor I. Szulejmán szultán a Vörös-tenger és Perzsa-öböl felé nyitott, miután perzsa ellenfeleivel is leszámolt, de annál jobban érdekelte Európa nyugati felének meghódítása. A szultánt zavarta, hogy Maszkatot a portugálok bitorolják, és az is, hogy kisebb-nagyobb muszlim fejedelemségeket és törzseket hajtanak uralmuk alá Afrikában. A portugálok fölényben voltak  muskétáikkal és ágyúikkal az elmaradott, despotikus törzsi viszonyok közt élő népekkel szemben. A törökök ezért tűzfegyvereket kezdtek terjeszteni azokon a vidékeken, s Egyiptom meghódítását követően sorra indultak expedíciós hadtestek Kelet-Afrikába, melyek gyakran az ottani muzulmán fejedelmek szolgálatába szegődtek az európai hódítók ellen.

## A háború
1538-ban a Vörös-tengeren a török flotta megtámadta a portugál felségterületeket és a vizeken járőröző hajóikat, eltökélve, hogy mindkét partvidéket birtokukba veszik és kiűzik onnan a portugál gyarmatosítókat. Az oszmán-törökök ebben az évben megostromolták és elfoglalták Ádent. A háború menete Afrikában volt a leginkább szembetűnő. Egy ottani, éppen felemelkedőben levő muzulmán fejedelemség, Adal a keresztény Etiópia ellen folytatott harcokat, míg keletről az arab bevándorlás késztette arra az itt élő többnemzetiségű törzseket, hogy beljebb húzódva az afrikai kontinensen szerezzenek új területeket. Itt egy nagyravágyó, birodalmi álmokat szövögető fejedelem, a „Balkezes”-nek nevezett Ahmed Grán jutott hatalomra, akinek sikere a török muskétákban rejlett. Abesszínia jórészére kiterjesztette uralmát, s most az európai gyarmatosítókkal is szembekerült. Az etiópok Portugáliához fordultak segítségért, mert Adal török erősítéseket is szerzett. A törökök és Ahmed Grán ellen a portugálok kevesebb mint félezer katonával szálltak partra 1541-ben Cristovão da Gama vezetésével, ezzel erősítve meg a tűzfegyverekkel nem rendelkező abesszinokat. Az adaliak segítségére mintegy ezerfős haderő (köztük sok arab és albán) érkezett, muskétákkal és szálfegyverekkel felszerelkezve, melyből Ahmed feltöltötte a serege magvának számító török csapatot. További jelentős erősítések még érkeztek az elkövetkező hónapokban.
A háború változó eredményekkel folyt Afrikában. Da Gama az első két csatában (Baçente, Jarte) megverte a törököket 1542 tavaszán, de Grán ezután visszavágott és Sahartnál, valamint a Zsidó-hegynél és Woflánál legyőzte a portugálokat. A csatákban a portugál katonák jó része elesett. Végül Galavdevosz etióp uralkodó új lelket öntött a török-adali támadásoktól sokat szenvedett népébe és a portugálokat is újra harcba hívta. A számbeli hátrányuk ellenére a portugálok és az abesszinok Gránt a Tana-tó melletti csatában győzték le 1543. február 21-én.
Mindezek alatt a harcok áttevődtek az Indiai-óceánra, ahol a portugálok Estêvão da Gama vezetésével többször vereséget mértek a török hajóhadra. Az Ádent elfoglaló Szulejmán egyiptomi pasa kihajózott a török flottával Indiába és megostromolta Diut. A támaszpontot védő portugálok ellenben kivédték az oszmán támadásokat és végül a törökök vert hadként távoztak Indiából, két másik, 1545-ben és 1549-ben indított ostromuk hasonlóan kudarcba fulladt.
Diu első sikertelen ostroma után a törökök még újabb vereségeket szenvedtek el az óceánon, amitől a fő hadszíntér ismét az Arab-félszigeten alakult ki. Itt kétszer győzték le a portugálok az oszmán-törököket: 1551-ben Bandar Abbász és Maszkat erődök ostrománál.
1554-ben Bahreint próbálták elfoglalni a törökök, de ugyancsak vereséget szenvedtek. Közben Indiában, Szúrát meghódításával kísérleteztek, ami azonban hindu terület volt. Szulejmán szultán az ázsiai front helyett inkább az európai ügyekre figyelt, de serege ott sem volt szerencsésebb. Magyarországon Eger alatt a török erők hódítását sikerrel állították meg.
Minden kudarca ellenére a török erők nem tettek le arról, hogy elűzik a portugálokat Arábiából és Indiából. 1556-ban a portugál India ellen kezdett óriási támadásba a hatalmas oszmán-török flotta. Az eredmény egy új, nagy vereség lett, amit nem a portugálok, hanem a természet okozott. A törökök Gudzsarátnál kívántak partra szállni, nem messze az indiai partoktól, azonban a flotta szörnyű viharba került és megsemmisült.
De a portugál sikereknek néhány éven belül vége szakadt. A portugálok Eritreában folytattak kemény harcokat a törökökkel, s a massawai csatában, 1557-ben súlyos vereséget szenvedtek. Eritreát föladták, s kiszorultak Afrikából. A törökök uralma Eritreában azonban nem tartott sokáig.
1558-tól több mint nyolc éven át, egészen Szulejmán haláláig a portugálok folytatták harcukat a törökök ellen az Indiai-óceánon, mialatt a spanyol-török és a velencei-török háborúk változatlan intenzitással folytak a Földközi-tengeren. 1580-ban újulnak ki a konfliktusok a két állam között.